# Bridge (musikalbum)
Bridge är Joey Capes första studioalbum som soloartist, utgivet 2008. Fem av låtarna är tolkningar av Lagwagon-låtar: "Errands", "B Side", "Memoirs and Landmines", "No Little Pill" och "Mission Unaccomplished".

## Låtlista
| Nr  | Titel                     | Längd |
| --- | ------------------------- | ----- |
| 1.  | Errands                   | 3:38  |
| 2.  | We're Not in Love Anymore | 2:59  |
| 3.  | Canoe                     | 3:01  |
| 4.  | B Side                    | 2:51  |
| 5.  | Who We've Become          | 3:26  |
| 6.  | Memoirs and Landmines     | 2:49  |
| 7.  | The Ramones Are Dead      | 1:51  |
| 8.  | Non Sequitur              | 3:30  |
| 9.  | No Little Pill            | 4:05  |
| 10. | Mission Unaccomplished    | 1:59  |
| 11. | Gun It. No, Don't         | 3:16  |
| 12. | Home                      | 3:43  |

## Personal
- Joey Cape - sång, akustisk gitarr, produktion, inspelning